# Joseph Hamilton Beattie
Joseph Hamilton Beattie, britanski general, * 1903, † 1985.